# Hongqi E-QM5
La Hongqi E-QM5 è un'autovettura prodotta dalla casa automobilistica cinese Hongqi a partire dal 2021.

## Caratteristiche
L'Hongqi E-QM5 è stata presentata per la prima volta all'Haikou International New Energy Vehicle and Connected Mobility Show del 2021.
La E-QM5 condivide la stessa base tecnica e telaistica con la berlina Hongqi H5, dalla quale riprende la stessa soluzione per quanto riguarda il comparto sospensivo, con montanti MacPherson all'anteriore e sospensioni multilink al posteriore.
L'Hongqi E-QM5 però è dotata di un singolo motore elettrico che aziona l'asse anteriore dalla potenza di 136 CV (100 kW), con un'autonomia di circa 431 chilometri secondo il ciclo di omologazione NEDC; il tutto viene alimentato da un pacco batteria litio-ferro-fosfato da 55 kWh prodotto dalla Chongqing Fudi.
Lo stile della carrozzeria e l'esterno è stato realizzato sotto la supervisione di Giles Taylor, ex capo del design Rolls-Royce che è stato assunto dalla Hongqi dopo aver lasciato l'azienda inglese nel 2019.
La versione Hongqi E-QM5 plus del 2022 monta un motore sincrono a magneti permanenti con potenza di 190 CV e coppia di 320 N/m. L’autonomia, grazie al pacco batterie di 82 kWh, arriva a 605 km su ciclo NEDC.